# Fördraget i London (1913)
 Fördraget i London (engelska: Treaty of London) undertecknades den 30 maj 1913, i samband med Londonkonferensen 1912-1913. Fördraget reglerade gränsdragningarna efter Första Balkankriget.

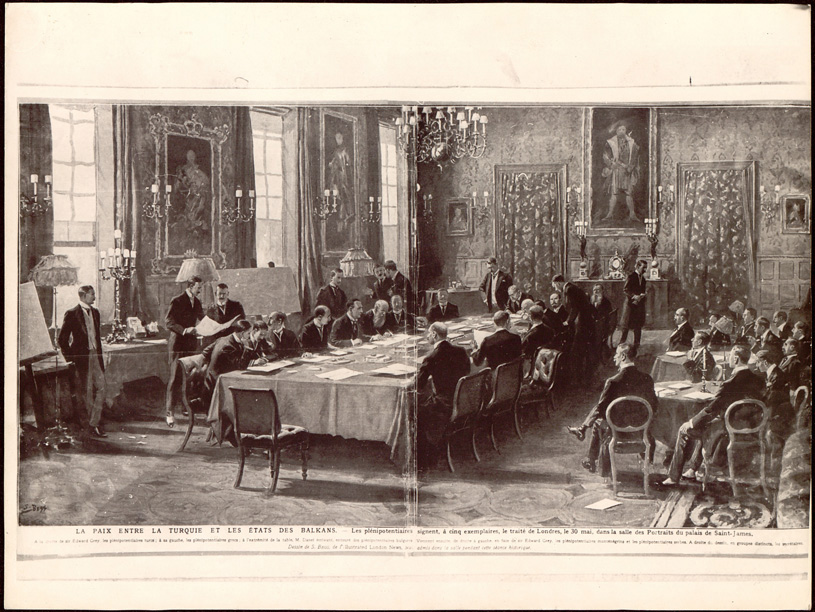
Fördraget undertecknas

Fördraget  förhandlades fram samtidigt som Albaniens självständighetsförklaring genomförts den 28 november 1912.

### Fotnoter
1. ↑  Anderson, Frank Marby; Amos Shartle Hershey (1918). ”The Treaty of London,  1913”. Handbook for the Diplomatic History of Europe, Asia, and Africa 1870-1914. Washington, DC: National Board for Historical Service, Government Printing Office
2. ↑  ”(HIS,P) Treaty of Peace between Greece, Bulgaria, Montenegro, Serbia on the one part and Turkey on the other part. (London) 17/30 May 1913”. Zum.de. http://www.zum.de/psm/div/tuerkei/mowat120.php. Läst 12 maj 2014.